# Старі Петликівці (гміна)
Гміна Старі Петликівці — сільська гміна у Бучацькому повіті Тернопільського воєводства Другої Речі Посполитої. Адміністративним центром ґміни були Старі Петликівці.
Гміна утворена 1 серпня 1934 року в рамках реформи на підставі нового закону про самоуправління (23 березня 1933 року).
Площа гміни — 126,31 км²

Кількість житлових будинків — 2627

Кількість мешканців — 12423
Нову гміну було створено на основі гмін: Білявинці, Бобулинці, Доброполе, Киданів, Курдибанівка, Осівці, Нові Петликівці, Старі Петликівці